# Missing Beatz
「Missing Beatz」（ミッシング・ビーツ）は、電気グルーヴのシングル。2013年1月16日に発売された。

## 解説
前シングル「SHAMEFUL」より9か月ぶりのシングルであり、アルバム｢人間と動物｣の先行シングルである。
初回仕様限定盤には、アルバム｢人間と動物｣とのダブル購入者プレゼント応募券と"ツアーパンダ2013"特別先行予約案内が封入されている。

## 収録曲
1. Missing Beatz (3:33)
作詞：石野卓球・ピエール瀧、作曲：石野卓球
2. 富士山 (MAJIでFUNKAの5秒前Mix) (6:51) - Fuji-san (5 Seconds to volcanic eruption mix)
作詞・作曲：ピエール瀧
3. KNGN (5:23)
作曲：石野卓球
4. Missing Beatz (Instrumental) (3:32)